# Hohlzahn
Der Hohlzahn (Galeopsis) ist eine Pflanzengattung in der Familie der Lippenblütengewächse (Lamiaceae). Die etwa zehn Arten sind hauptsächlich in Eurasien verbreitet.

## Beschreibung

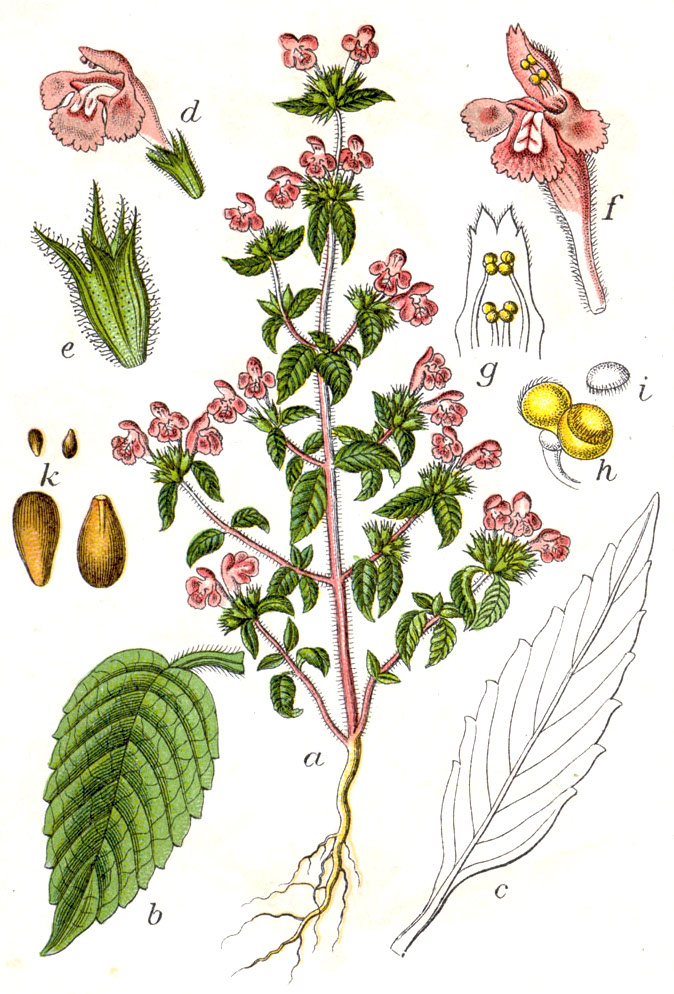
Illustration aus Sturm des Breitblättrigen Hohlzahns (Galeopsis ladanum)

Ungewöhnlich ist das fast völlige Fehlen von Drüsengängen und Ätherischen Ölen, die bei fast allen Lippenblütengewächsen vorkommen.

### Vegetative Merkmale
Galeopsis-Arten sind einjährige krautige Pflanzen. Die aufrechten oder aufsteigenden Stängel sind vierkantig, fleischig und sparrig verzweigt. Die Knoten (Nodien) sind bei vielen Arten verdickt. Speziell an den Knoten und im Bereich des Blütenstandes sind einige Arten stachelig-borstig behaart. Die kreuzgegenständigen Laubblätter sind gestielt. Die einfachen Blattspreiten sind eiförmig-lanzettlich, lanzettlich oder rautenförmig meist mit gezähnten Rändern.

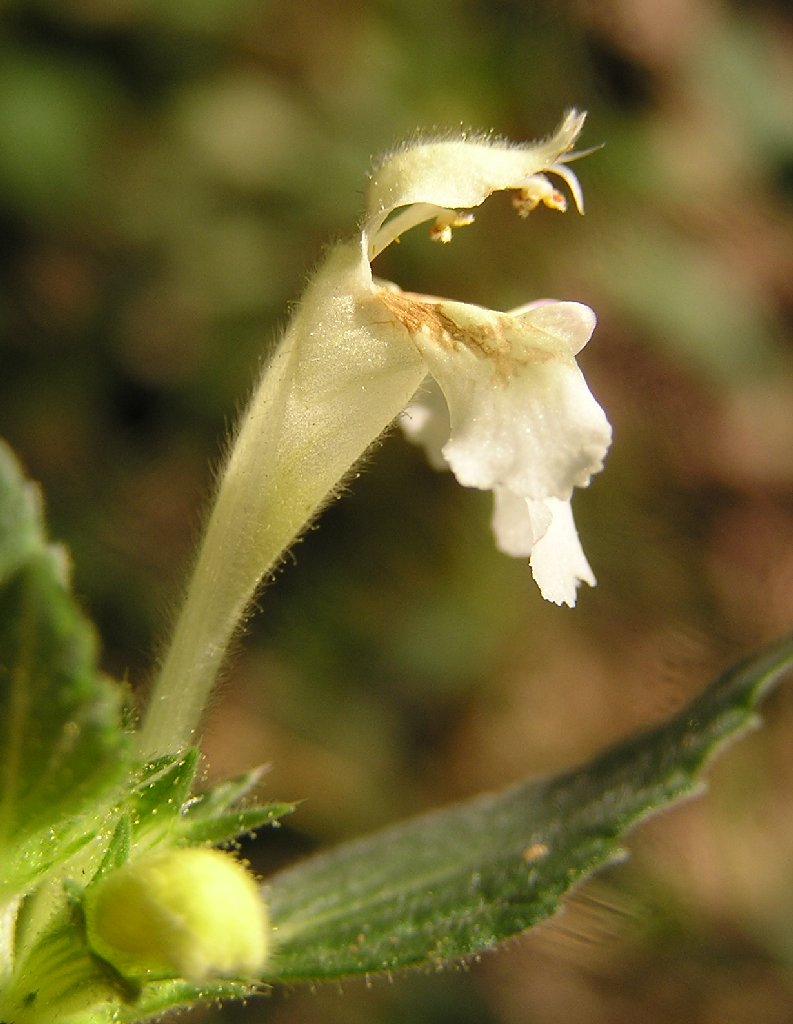
Zygomorphe Blüte von der Seite mit einem sichtbaren Zahn auf der Unterlippe vom Gelben Hohlzahn (Galeopsis segetum)

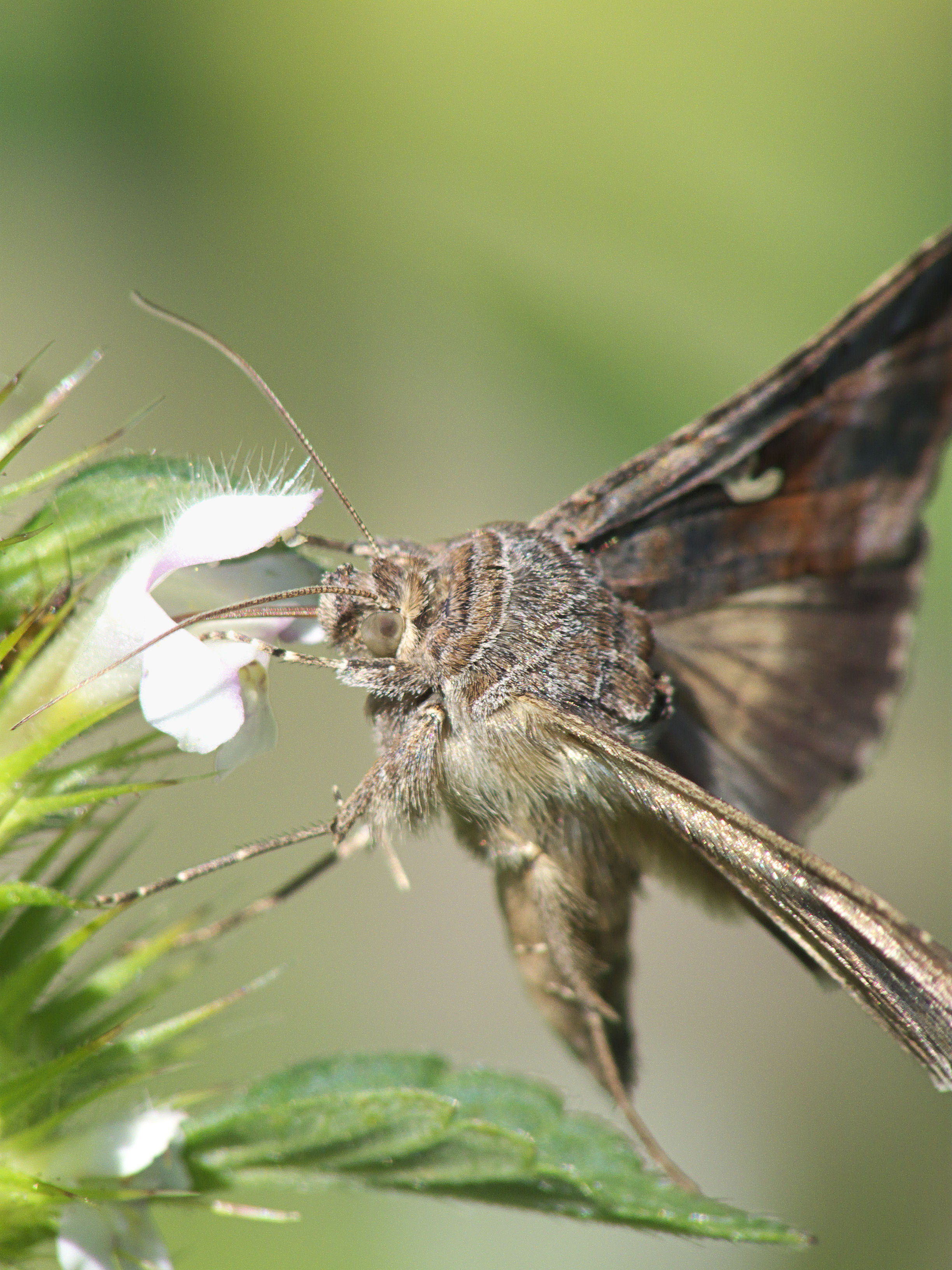
Blüte des Gemeinen Hohlzahn (Galeopsis tetrahit) mit Bestäuber

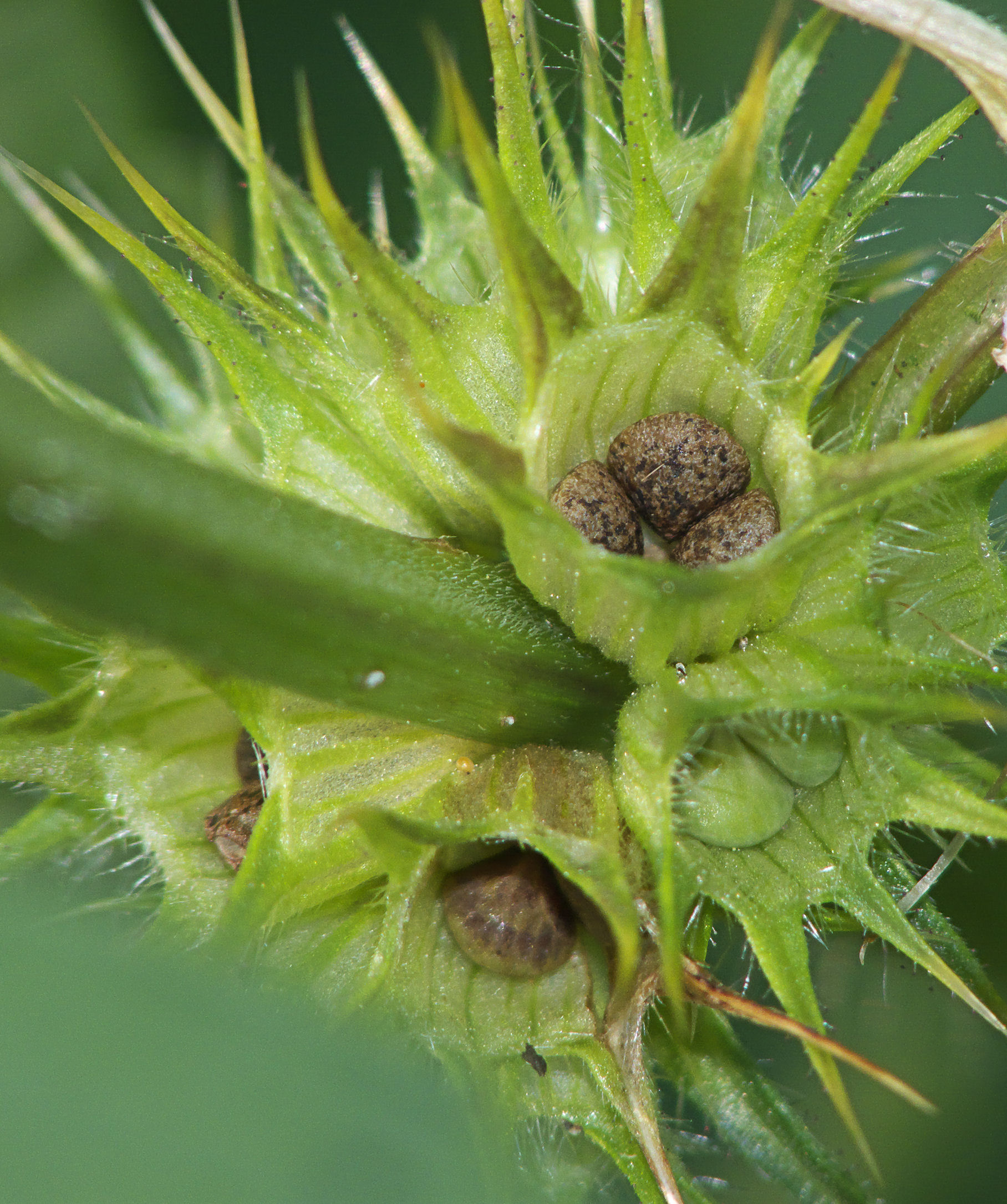
Klausenfrucht mit glatten Klausen des Gemeinen Hohlzahn (Galeopsis tetrahit)

### Generative Merkmale
Sechs bis viele Blüten stehen in mehreren auseinanderliegend oder im obersten Bereich konzentrierten übereinander am Stängel angeordneten Scheinquirlen. Die winzigen Tragblätter sind linealisch oder lanzettlich.
Die sitzenden, zwittrigen Blüten sind zygomorph und fünfzählig mit doppelter Blütenhülle. Die fünf Kelchblätter sind röhrig-glockenförmig verwachsen, wobei der fünf- bis zehnnervige Kelch mehr oder weniger regelmäßig fünfzähnig mit steif pfriemlich-dornigen Kelchzahnenden; die oberen Kelchzähne sind bei manchen Arten länger. Die fünf Kronblätter sind trichterförmig verwachsen und bilden die typischen Lippenblüten. Die verlängerte Kronröhre besitzt im verlängerten Schlund keine Haare. Ober- und Unterlippe sind beide gut ausgebildet. Die aufrechte, konkave, eiförmige Oberlippe besitzt einen glatten oder gezähnten Rand und ist außen behaart. Die ausgebreitete, bei den meisten Arten farbig gefleckte, dreilappige Unterlippe besitzt einen verkehrt-herzfömigen Mittellappen und eiförmige Seitenlappen; die Verbindung zwischen Mittel- und Seitenlappen ist gezähnt. Das charakteristische Merkmal der Hohlzahn-Arten sind zwei hohle, zahnähnliche Ausstülpungen der Kronunterlippe, worauf sich der Trivialname Hohlzahn bezieht. Die Farben der Blütenkronen reichen von weiß über weißlich bis gelb und purpurfarben; sie können mehrfarbig und gepunktet sein. Die vier fertilen Staubblätter steigen unterhalb der Oberlippe auf. Der Griffel endet mit zwei ungleichen, pfriemförmigen Griffelästen.
Die Klausenfrucht zerfällt in vier glatte Klausen, die breit verkehrt-eiförmig mit stumpfem Ende sind.

## Vorkommen

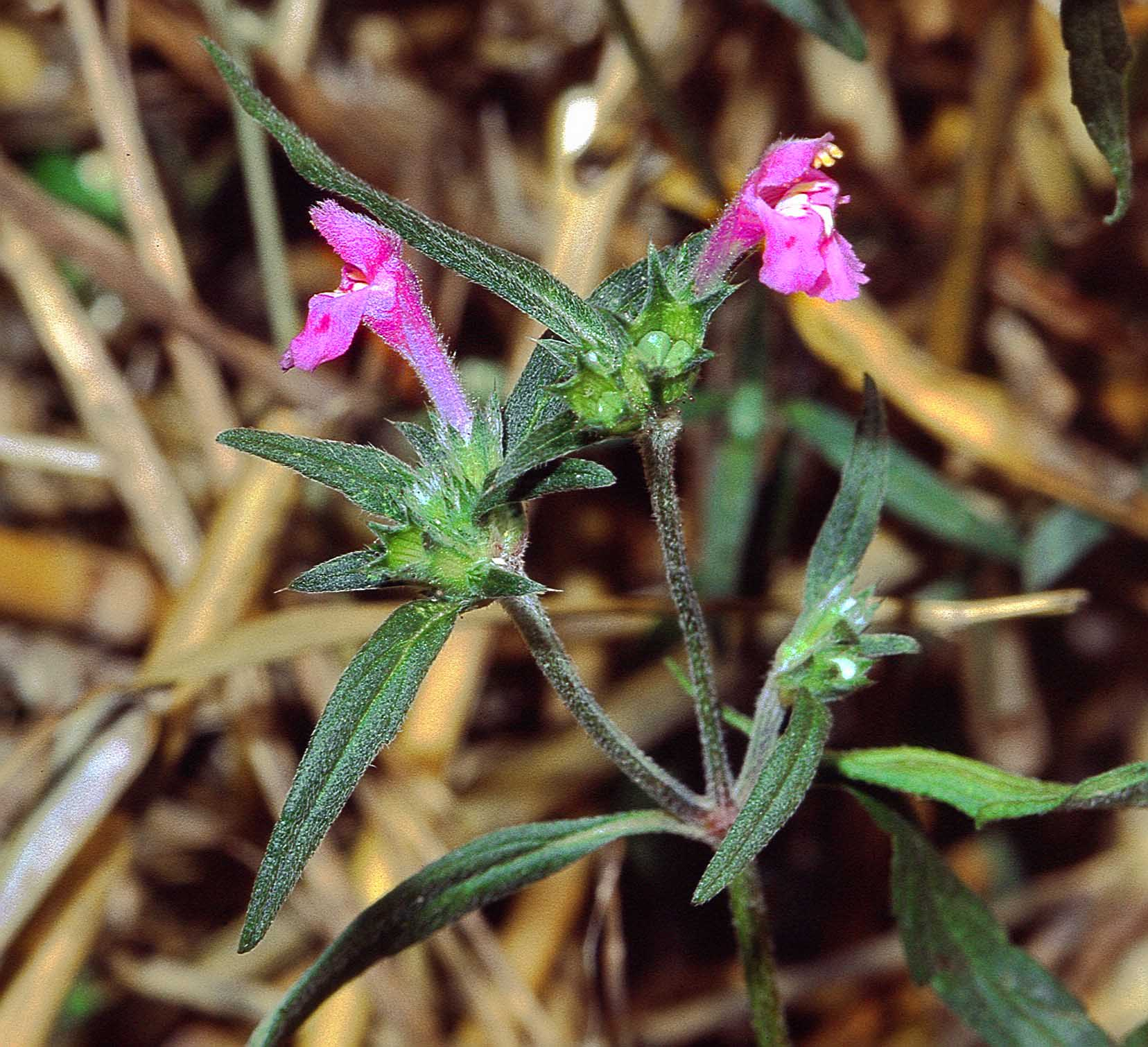
Schmalblättriger Hohlzahn (Galeopsis angustifolia)

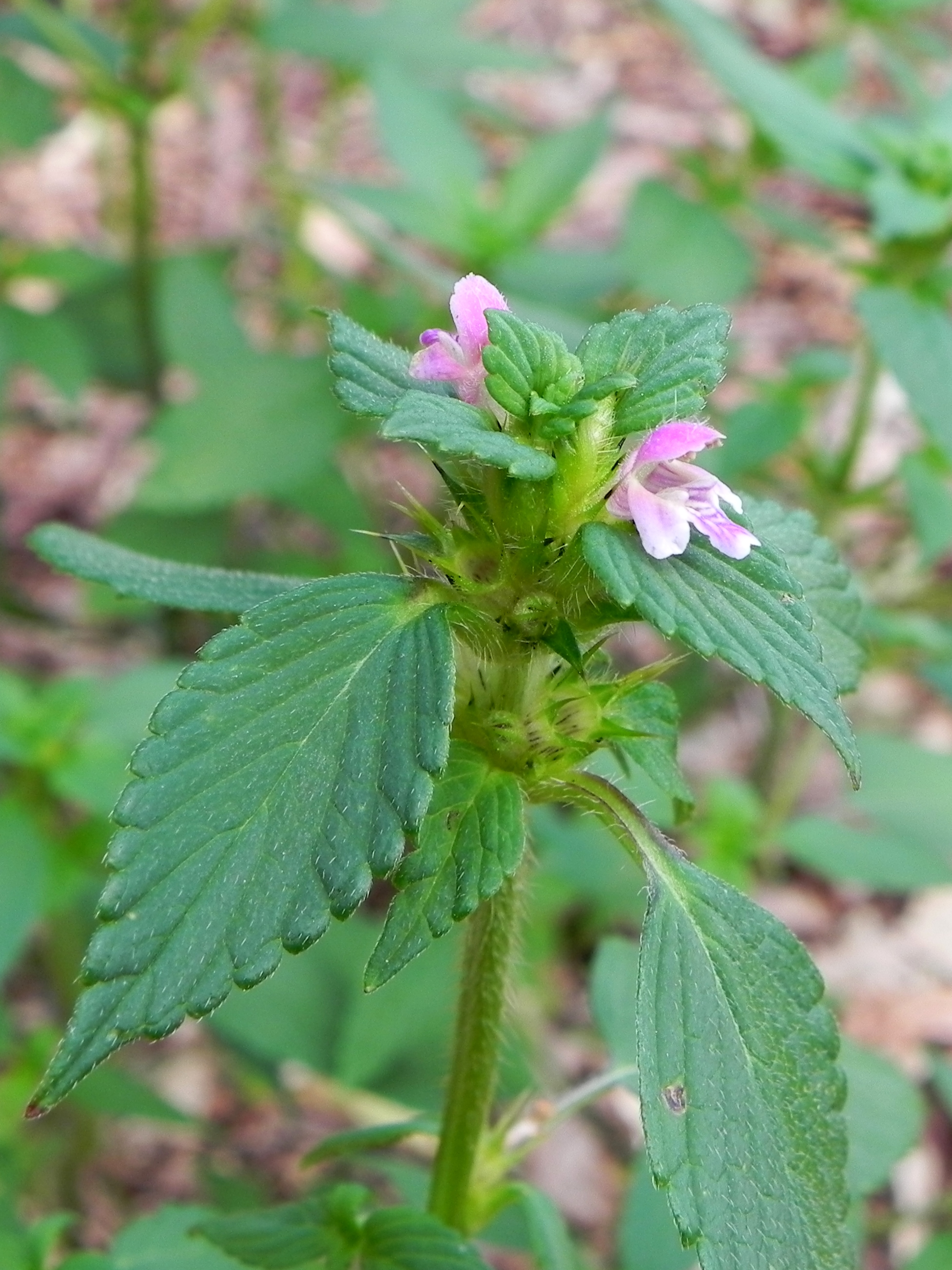
Zweispaltiger Hohlzahn (Galeopsis bifida)

Die etwa zehn Galeopsis-Arten kommen in Europa, West- und Nord-Asien vor. Sie gedeihen in der Regel in Äckern, auf Waldschlägen, Schotterfluren und ähnlichen ruderalen Stellen.
In Mitteleuropa kommen vor: Schmalblättriger Hohlzahn (Galeopsis angustifolia), Zweispaltiger Hohlzahn (Galeopsis bifida), Breitblättriger Hohlzahn (Galeopsis ladanum), Weichhaariger Hohlzahn (Galeopsis pubescens), Gelber Hohlzahn (Galeopsis segetum), Bunter Hohlzahn (Galeopsis speciosa) und Gemeiner Hohlzahn (Galeopsis tetrahit).

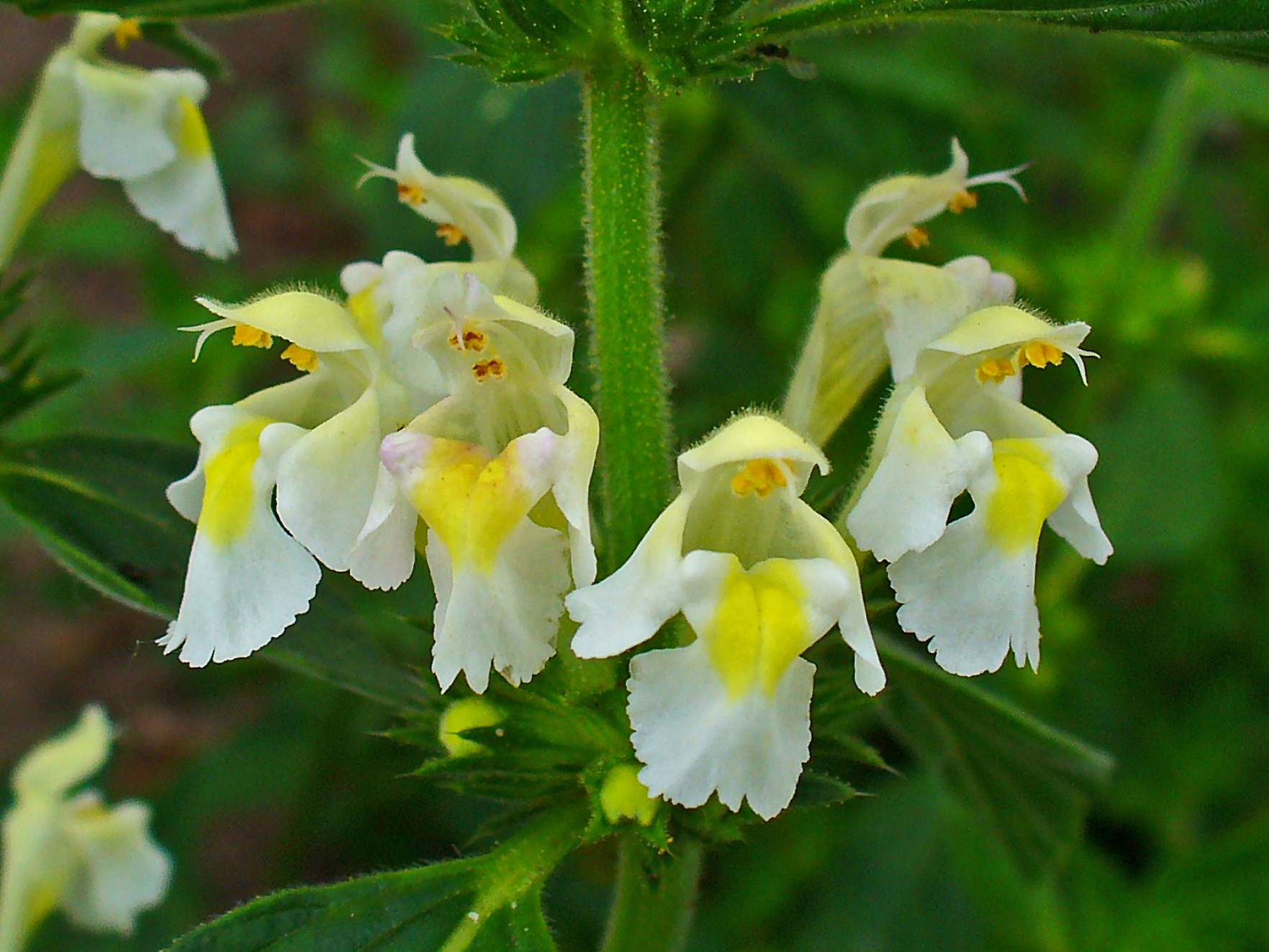
Gelber Hohlzahn (Galeopsis segetum)

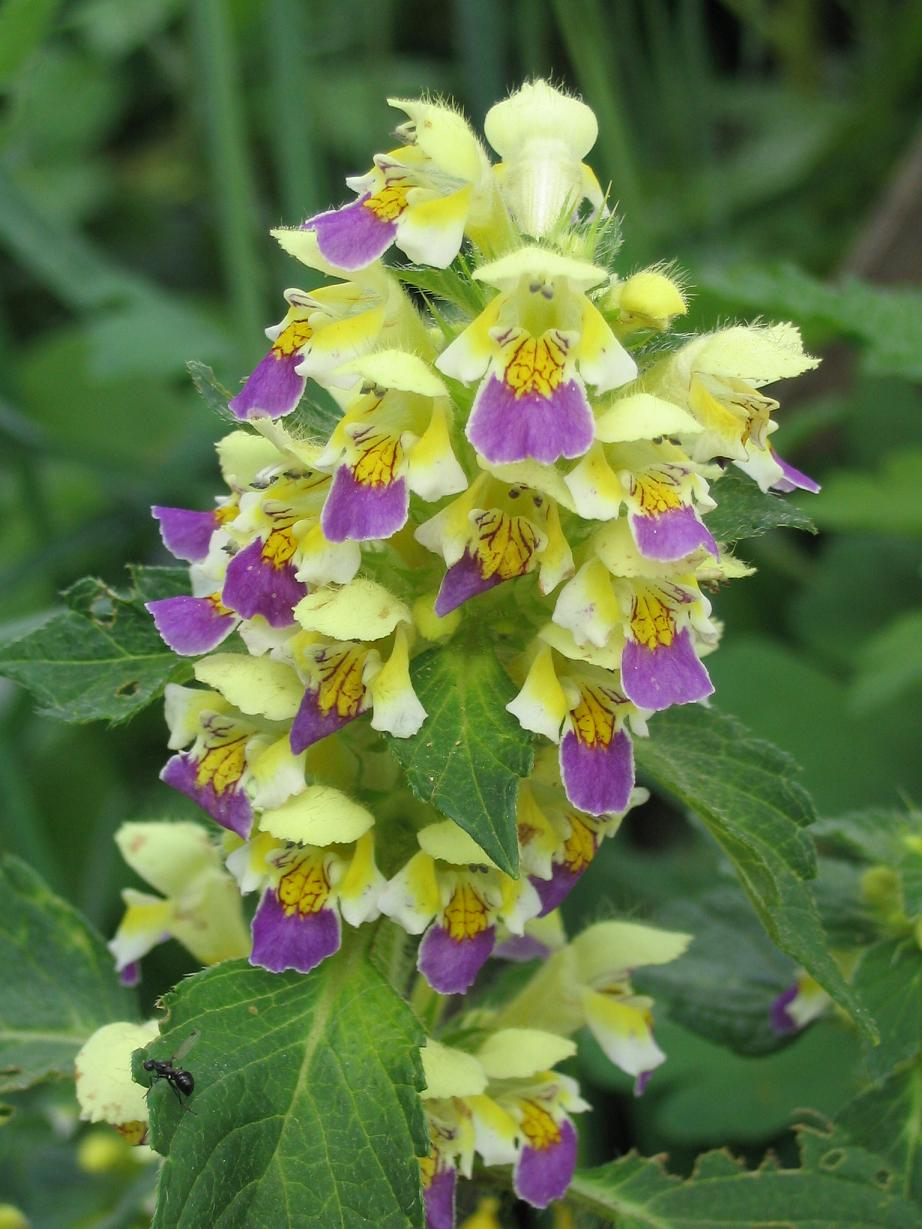
Blütenstand des Bunten Hohlzahns (Galeopsis speciosa)

## Systematik
Die Gattung Galeopsis wurde 1753 durch Carl von Linné aufgestellt. Als Lectotypus wurde 1913 Galeopsis tetrahit L. durch Britton & Brown festgelegt. Synonyme für Galeopsis L. sind: Ladanum Gilib. und Dalanum Dostál. Die Gattung Galeopsis gehört zur Unterfamilie Lamioideae in der Familie Lamiaceae.
Es gibt etwa zehn Galeopsis-Arten:
- Schmalblättriger Hohlzahn (Galeopsis angustifolia Ehrh. ex Hoffm.) (wird auch als Unterart subsp. angustifolia (Ehrh. ex Hoffm.) Gaudin zu Galeopsis ladanum gestellt)
- Zweispaltiger Hohlzahn (Galeopsis bifida Boenn.)
- Breitblättriger Hohlzahn (Galeopsis ladanum L.); mit zwei Unterarten:
  - Galeopsis ladanum subsp. carpetana (Willk.) O.Bolòs & Vigo: Sie kommt in Zentralspanien vor.[4]
  - Galeopsis ladanum subsp. ladanum: Sie kommt von Europa bis Zentralasien vor.[4]
- Galeopsis nana Otsch.: Die Heimat ist Transkaukasien.[4]
- Weichhaariger Hohlzahn (Galeopsis pubescens Besser)
- Galeopsis pyrenaica Bartl.: Die Heimat sind die Pyrenäen (Spanien und Frankreich).[4]
- Galeopsis reuteri Rchb.f.: Die Heimat sind die Südwestalpen (Frankreich und Italien).[4]
- Galeopsis rivas-martinezii Mateo & M.B.Crespo (wird auch als Synonym zu Galeopsis angustifolia gestellt)[4]
- Gelber Hohlzahn, auch Saat-Hohlzahn genannt (Galeopsis segetum Neck.)
- Bunter Hohlzahn (Galeopsis speciosa Mill.)
- Gemeiner Hohlzahn (Galeopsis tetrahit L.)

Es tritt häufig Bastardbildung auf, beispielsweise:
- Galeopsis ×acuminata Rchb. (= Galeopsis pubescens × Galeopsis tetrahit)
- Galeopsis ×carinthiaca Porsch ex Fiori (= Galeopsis bifida × Galeopsis pubescens)
- Galeopsis ×haussknechtii Ludw. (= Galeopsis ladanum × Galeopsis segetum)
- Galeopsis ×ludwigii Hausskn. (= Galeopsis bifida × Galeopsis tetrahit)
- Galeopsis ×polychroma Beck (= Galeopsis pubescens × Galeopsis speciosa)
- Galeopsis ×wirtgenii F.Ludw. ex Briq. (= Galeopsis angustifolia × Galeopsis segetum)